# Maksaticha
Maksaticha – osiedle typu miejskiego w Rosji, w obwodzie twerskim. W 2010 roku liczyło 8744 mieszkańców.